# Оппиццони, Карло
Карло Оппиццони (итал. Carlo Oppizzoni; 15 апреля 1769, Милан, Миланское герцогство — 13 апреля 1855, Болонья, Папская область) — итальянский куриальный кардинал. Архиепископ Болоньи с 20 сентября 1802 по 13 апреля 1855. Кардинал-священник с 26 марта 1804, с титулом церкви Сан-Бернардо-алле-Терме с 28 мая 1804 по 8 июля 1839. Кардинал-священник с титулом церкви Сан-Лоренцо-ин-Лучина с 8 июля 1839 по 13 апреля 1855. Кардинал-протопресвитер с 13 мая 1839 по 13 апреля 1855. 